# Teorema de Lagrange (teoria dos números)
Na teoria dos números, o teorema de Lagrange é uma afirmação, que leva o nome de Joseph-Louis Lagrange, sobre a frequência com que um polinômio sobre os inteiros pode ser avaliado como um múltiplo de um primo fixo. Mais precisamente, afirma que se {\displaystyle p} é um número primo e {\displaystyle \textstyle f(x)\in \mathbb {Z} [x]} é um polinômio com coeficientes inteiros, então:

- todo coeficiente de {\displaystyle f(x)} é divisível por {\displaystyle p}, ou
- {\displaystyle f(x)\equiv 0{\pmod {p}}} tem no máximo {\displaystyle \mathrm {grau} \ f(x)} soluções incongruentes

onde {\displaystyle \mathrm {grau} \ f(x)} é o grau do polinômio {\displaystyle f(x)}. As soluções são "incongruentes" se não diferirem por um múltiplo de {\displaystyle p}. Se o módulo não for primo, então é possível que haja mais de {\displaystyle \mathrm {grau} \ f(x)} soluções.

## Uma prova do teorema de Lagrange
As duas idéias principais são as seguintes. Seja {\displaystyle g(x)\in (\mathbb {Z} /p)[x]} o polinômio obtido de {\displaystyle f(x)} tomando os coeficientes {\displaystyle {\bmod {p}}}. Agora:
1. {\displaystyle f(k)} é divisível por {\displaystyle p} se e somente se {\displaystyle g(k)=0}; e
2. {\displaystyle g(x)} não tem mais do que {\displaystyle \mathrm {grau} \ g(x)} raízes.[1][2]

Mais rigorosamente, começando a observar-se que {\displaystyle g(x)=0} se e somente se cada coeficiente de {\displaystyle f(x)} é divisível por {\displaystyle p}. Suponha que {\displaystyle g(x)\neq 0}; seu grau é, portanto, bem definido. É fácil ver que {\displaystyle {\displaystyle \mathrm {grau} \ g(x)}\leq {\displaystyle \mathrm {grau} \ f(x)}}. Para provar (1), primeiro observe que podemos calcular {\displaystyle g(k)} diretamente, ou seja, conectando (a classe de resíduo de) {\displaystyle k} e executando aritmética em {\displaystyle \mathbb {Z} /p}, ou reduzindo {\displaystyle f(k){\bmod {p}}}. Logo, {\displaystyle g(k)=0} se e somente se {\displaystyle f(k)\equiv 0{\pmod {p}}}, ou seja, se e somente se {\displaystyle f(k)} for divisível por {\displaystyle p}. Para provar (2), observe que {\displaystyle \mathbb {Z} /p} é um corpo, o que é um fato padrão (uma prova rápida é notar que, como {\displaystyle p} é primo, {\displaystyle \mathbb {Z} /p} é um domínio integral finito, portanto, é um corpo). Outro fato padrão é que um polinômio diferente de zero sobre um campo tem no máximo tantas raízes quanto seu grau; isso segue do algoritmo de divisão.
Finalmente, observe-se que duas soluções {\displaystyle f(k_{1})\equiv f(k_{2})\equiv 0{\pmod {p}}} são incongruentes se e somente se {\displaystyle k_{1}\not \equiv k_{2}{\pmod {p}}}. Juntando tudo, o número de soluções incongruentes por (1) é o mesmo que o número de raízes de {\displaystyle g(x)}, que por (2) é no máximo {\displaystyle \mathrm {grau} \ g(x)}, que é no máximo {\displaystyle \mathrm {grau} \ f(x)}.